# 热内莱
热内莱（法語：Geneslay，法語發音：[ʒənɛlɛ]）是法国奥恩省的一个旧市镇，属于阿朗松区。2016年1月1日，热内莱和相邻的另外3个市镇合并为新市镇里沃当代讷（Rives d'Andaine）。

## 地理
热内莱（48°30'40"N, 0°28'53"W）面积8.34 平方千米，位于法国诺曼底大区奧恩省，该省份为法国西北部内陆省份，北起顺时针与卡爾瓦多斯省、厄尔省、厄尔-卢瓦省、萨尔特省、马耶讷省和芒什省接壤。
与热内莱接壤的市镇（或旧市镇、城区）包括：拉沙佩勒当代讷、雷恩昂格勒努耶、蒂伯夫、博朗代、里沃当代讷、阿莱讷、瑞维尼-瓦勒当代讷、塞特福日。
热内莱的时区为UTC+01:00、UTC+02:00（夏令时）。

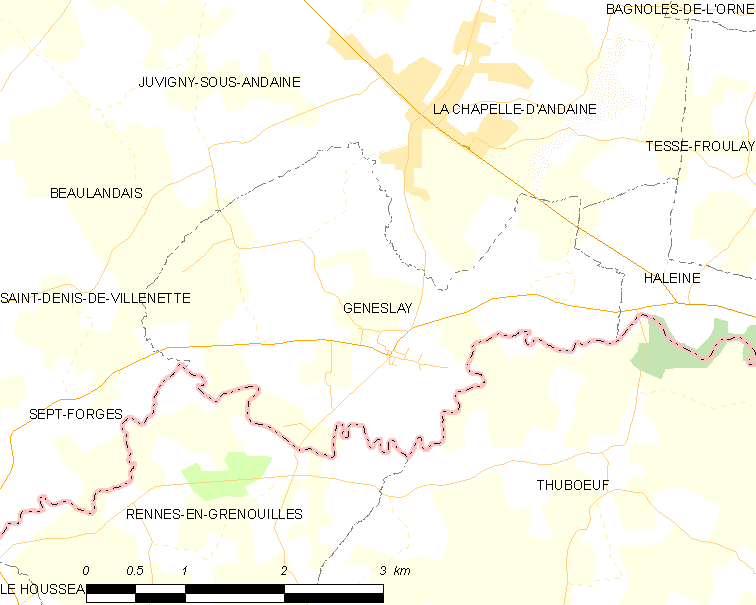
热内莱的OSM定位图

## 行政
热内莱的邮政编码为61140，INSEE市镇编码为61186。

## 政治
热内莱所属的省级选区为奥恩诺曼底地区巴尼奥勒县。

## 人口

1962-2008年间热内莱人口变化图示

热内莱于2018年1月1日时的人口数量为278人。